# Biber (most czołgowy)
Biber (z niem. „bóbr”) – niemiecki most czołgowy wykorzystujący podwozie czołgu Leopard 1.

## Historia
W latach 60. XX w. podjęto decyzję o zastąpieniu używanych dotąd w Bundeswehrze mostów czołgowych M48 A2 AVLB. Prace nad następcą podjęto w dwóch zespołach pod wspólnym kierownictwem firmy Krauss-Maffei AG. Opracowano dwa prototypy. Pierwszy z nich oznaczony jako A zbudowano w zakładach MaK, zaś prototyp B w firmie Krauss-Maffei.
W latach 1969–1971 przeprowadzono szereg testów, po których do produkcji seryjnej zatwierdzono prototyp B. Produkcja rozpoczęła się w roku 1975, a głównym producentem nowych mostów nazwanych Biber została firma MaK.

## Konstrukcja
Most czołgowy Biber zbudowany jest na podwoziu czołgu Leopard 1. W stosunku do czołgu przedłużono kadłub, tak aby zmieścić dodatkowe akumulatory. Z przodu umieszczono lemiesz oraz ramię unoszące dwuczęściowe, rozsuwane przęsło. Ma ono łączną długość 22 m i wytrzymuje maksymalny ciężar do 50 t (krótkotrwale dopuszcza się ciężar 60 t).
Most rozkłada się w płaszczyźnie poziomej, a nie sposobem „nożycowym”, jak to ma w przypadku np. M48 AVLB. Pozwala to ukryć czołg przed nieprzyjacielem, wykorzystując niewysokie przeszkody terenowe, jak krzewy czy wzgórza.

## Użytkownicy
- Estonia – 2
- Dania[potrzebny przypis]
- Niemcy: Bundeswehra – zakupiono 105 pojazdów (nośników) oraz 125 przęseł[3]
- Polska[4] – od 2017 roku planuje się je zastąpić MS-20 Daglezja[5].
- Włochy – 64 mosty (produkowane na licencji)[3]

Byli
- Australia
- Chile
- Kanada
- Holandia – 25 sztuk[3]